# Gouvernement intérimaire yéménite
Yémen
Bahah I ben Habtour
Le gouvernement intérimaire yéménite est le gouvernement yéménite non reconnu internationalement et entré en fonction progressivement à partir du 7 février 2015. Son mandat se termine fin 2016.
Il est dirigé par Talal Aklan.

## Composition
| Portefeuille                                                            | Ministre                 |
| ----------------------------------------------------------------------- | ------------------------ |
| Premier ministre                                                        | Talal Aklan              |
| Ministre des Affaires étrangères                                        | Mohammed Abdallah Hajar  |
| Ministre des Affaires des expatriés                                     | Ibrahim al-Hamdi         |
| Ministre des Affaires légales                                           | Abderrahman al-Mokhtar   |
| Ministre des Affaires sociales                                          | Abdo Mohamed al-Houkaimi |
| Ministre de l'Administration locale                                     | Abdessalam Ahmed Addal   |
| Ministre de l'Agriculture et de l'Irrigation                            | Ali al-Fadil             |
| Ministre de la Culture                                                  | Houda Ablan              |
| Ministre de la Défense                                                  | Hussein Nagui Khairan    |
| Ministre de la Communication et des Technologies de l'information       | Mouslih al-Azaia         |
| Ministre des Droits de l'homme                                          | Mohsen Ali al-Nakib      |
| Ministre de l'Eau et de l'Environnement                                 | Mohamed Chamsan          |
| Ministre de l'Éducation                                                 | Abdallah al-Hamdi        |
| Ministre de l'Électricité et du Pétrole                                 | Adel Dhomran             |
| Ministre de l'Énergie et des Minéraux                                   | Yahya al-Ajam            |
| Ministre de l'Enseignement supérieur                                    | Khaled Al-Hawali         |
| Ministre de l'Enseignement technique et de la Formation professionnelle | Abdel Kader al-Olabi     |
| Ministre d'État, membre du Conseil des ministres                        | Hassan Mohamed Zaid      |
| Ministre d'État chargé du Dialogue national                             | Ghaleb Abdullah Motlaq   |
| Ministre des Finances                                                   | Mohammed al-Jand         |
| Ministre de l'Industrie et du Commerce                                  | Ghazi Ismail             |
| Ministre de la Jeunesse et des Sports                                   | Abdallah Hadi Bahian     |
| Ministre de la Justice                                                  | Ahmed al-Aqida           |
| Ministre de l'Intérieur                                                 | Jalal al-Roweichan       |
| Ministre de la Pêche                                                    | Abdallah Basounboul      |
| Ministre du Plan et de la Coopération internationale                    | Moutahar Abassi          |
| Ministre de la Santé                                                    | Ghazi Ismail             |
| Ministre du Service civil et des Assurances                             | Ahmed Mohamed Achami     |
| Ministre du Tourisme                                                    | Essam al-Sonaini         |
| Ministre des Transports                                                 | Abdallah al-Ansi         |
| Ministre des Travaux publics et des Routes                              | Abdelmalik al-Jawlahi    |
| Ministre des Waqfs                                                      | Abdel Rahman al-Qallam   |
| Secrétaire général du Conseil des ministres                             | Mohamed Ali Siwar        |